# Paragymnophallus odhneri
Paragymnophallus odhneri är en plattmaskart. Paragymnophallus odhneri ingår i släktet Paragymnophallus och familjen Gymnophallidae. Inga underarter finns listade i Catalogue of Life.